# La Dama (telenovela)
La dama es una telenovela mexicana producida por XETcanal 6 y dirigida por Luis Enrique López, protagonizada por Arap Bethke y Mariana Echeverría, antagonizada por Salvador Sánchez y la primera actriz Evangelina Elizondo en su regreso a la televisión.

## Sinopsis
Juana tiene una bebé, le llaman Rosilda González, pero Juana muere, por ello se la encargan a su madre, Luciana, una mujer déspota que solo le interesa el dinero. Luciana tiene un hijo llamado Ernesto Arteaga, Ernesto es un depravado sexual, por ello al sentirse atraído por Rosilda, la viola, y con esa violación nace una preciosa niña. Rosilda le dice a Yolanda, su ama de llaves de confianza, que regale a la niña, desde ahí Rosilda le llaman "LA DAMA" por fría y mala.
Pasan 18 años, la niña que nació de Rosilda le pusieron como nombre Daniela, y la cría Renata Chávez, una humilde mujer que no quiere que Valeria se entere de la verdad.
En la hacienda, llega un peón, Julián. Él se enamora de "LA DAMA", pero el lema de Rosilda "LA DAMA" es nunca volver a amar, pero el corazón puede más que mil palabras.

## Elenco Principal
- Mariana Echeverría- Rosilda González "LA DAMA"
- Araph Bethke- Julián Álvarez
- Daniela Sánchez- Valeria González
- Evangelina Elizondo- Luciana Elizalde viuda de Arteaga
- Florinda Meza - Úrsula Vergel
- Karina Mora- Renata Chávez
- Salvador Sánchez- Ernesto Arteaga
- Ana Patricia Rojo- Yolanda "Yoli" Hurtado "Ama de llaves de la hacienda Arteaga"
- Janet Arceo - Juana Juárez (Aparición solo en los 2 primeros capítulos de la telenovela)

## Elenco Secundario /Extras
- Tamara Monserrat - Federica Saveedra (mejor amiga de Valeria)
- Juana Hernández - Cecilia Gandhi (enemiga de la DAMA)
- Saúl Fernández - Juan Romero

- Datos: Q5963159